# Kurtis Kraft 3000
O Kurtis Kraft 3000 é o modelo da Kurtis Kraft utilizado entre 1950 e 1958. Foi guiado por Fred Agabashian, Manny Ayulo, Tony Bonadies, Walt Brown, Jimmy Bryan, George Connor, Bob Cortner, Larry Crockett, Jimmy Daywalt, Billy DeVore, Pat Flaherty, George Fonder, Carl Forberg, Cecil Green, Sam Hanks, Al Herman, Bill Holland, Jackie Holmes, Jerry Hoyt, Jimmy Jackson, Danny Kladis, Jack McGrath, Mike Nazaruk, Johnnie Parsons, Jim Rathmann, Paul Russo, Johnny Thomson, Leroy Warriner, Spider Webb e Chuck Weyant.